# Sidonia von Bork, 1560
Sidonia von Bork, 1560 is een aquarel van de Engelse prerafaëlitische kunstschilder Edward Burne-Jones, geschilderd in 1860. Het werk bevindt zich sinds 1948 in de collectie van Tate Britain te Londen.

## Sidonia von Bork
Sidonia von Bork (of Von Borcke) is een historisch personage. Ze werd in 1548 geboren in een vooraanstaande familie in Stettin, Pommeren, en werd in 1620 ter dood veroordeeld wegens hekserij tijdens een proces waarvan alle stukken bewaard zijn gebleven. Sidonia werd verantwoordelijk gehouden voor de onverwachte dood van diverse adellijke personages in de regio alsook familieleden, en voor zaken als het hebben van seksuele contacten met de duivel (in de gedaante van beesten, zoals haar kat), het maken van een kruis van bezems onder de keukentafel en het kennis hebben van de toekomst. Ze bekende door foltering en werd ter dood gebracht op de brandstapel, waarna haar lichaam werd verbrand.

## Romantisering
In 1847-1848 beschreef de romantische Duitse schrijver Wilhelm Meinhold (1797-1852) het leven van Sidonia Von Bork in zijn gefictionaliseerde historische roman Sidonia von Bork, die Klosterhexe (1847). Meinhold zette haar neer als een beeldschone femme fatale.
In 1849 werd Meinholds geromantiseerde verhaal in het Engels vertaald door lady Jane Wilde, de moeder van Oscar Wilde. Het boek werd erg populair in prerafaëlitische kringen. Dante Gabriel Rossetti had het in zijn bibliotheek. William Morris verzorgde in 1893 een luxe heruitgave. Edward Burne Jones schilderde in 1860 de hier besproken aquarel.

## Weergave
Burne-Jones beeldt Sidonia von Bork uit op twintigjarige leeftijd, op het toppunt van haar schoonheid. Op het schilderij geeft hij de toevoeging 1560, hetgeen te maken heeft met een fout in de eerste Engelse vertaling, die 1840 als geboortejaar aangeeft. Als model fungeerde Fanny Cornforth (1824-1906), die ook veelvuldig voor Rossetti poseerde.
Het personage van Sidonia von Bork bood Burne-Jones alle ingrediënten die hij nodig had voor de uitbeelding van het toentertijd erg populaire thema van de femme fatale, in het bijzonder verleidelijke schoonheid in combinatie met kwaadaardigheid. Die kwaadaardigheid komt terug in de blik van Sidonia, die zich lijkt te bedenken hoe ze haar volgende slachtoffers in de val kan laten lopen.

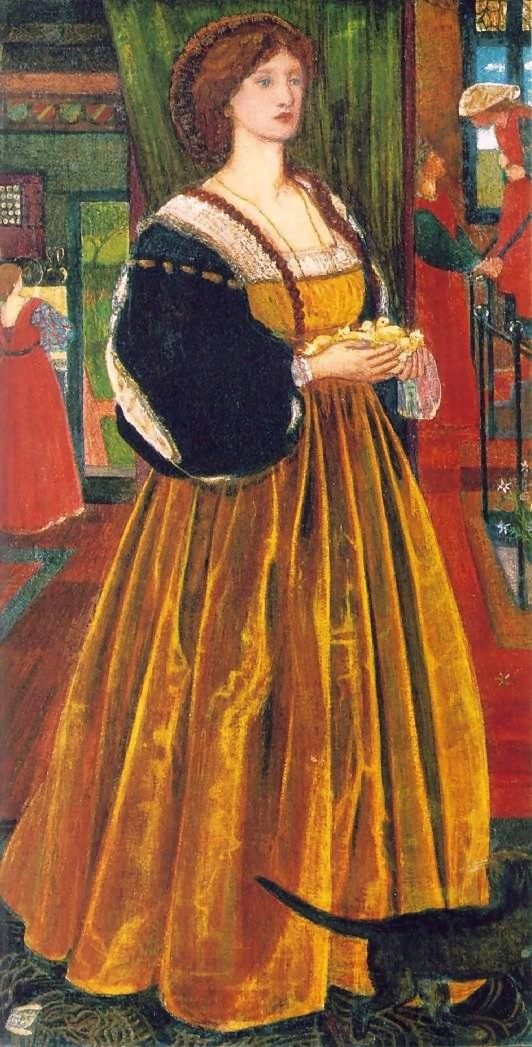
Clare von Bork, pendant, 1860.

Opvallend is de weergave van haar weelderige jurk, in combinatie met haar haarnet. Volgens het verhaal als verteld door Meinhold zagen bijen het haarnet van Sidonia aan als graten en nestelden ze zich in haar haren. Haar haarnet en het een ingewikkelde slangachtige patroon van haar jurk staan daarmee symbool voor de mannen die verstrikt raken in haar boze plannen.
Rechtsboven is de hertogin Von Wolgast te zien, weduwe van een van Sidonia's slachtoffers. Ze kan niet verhinderen dat op de achtergrond opnieuw twee jongemannen, mogelijk haar zonen, Sidonia's slaapkamer betreden.

## Pendant
Burne Jones schilderde het hier besproken werk als pendant van een portret van Clara von Bork, Sidonia's schoonzus, die eveneens op gruwelijke wijze door haar handen om het leven zou zijn gekomen. Clara beschermd een aantal duivenkuikens tegen een zwarte kat en wordt uitgebeeld als het tegenbeeld van Sidonia, zachtaardig en vroom: een tegenstelling die de prerafaelieten vaker met elkaar in verband werd gebracht.
Opvallend detail is dat Burne-Jones beide werken schilderde kort voor zijn huwelijk met Georgiana MacDonald (1840–1920), ook in 1860.